# Pine Grove (Oregon)
Pine Grove – jednostka osadnicza w Stanach Zjednoczonych, w stanie Oregon, w hrabstwie Wasco.